# Aristoloquina
La aristoloquina o ácido aristolóquico es un componente químico presente en muchas plantas. Debe su nombre a la alta cantidad del mismo que se presenta en las plantas de la familia Aristolochiaceae, más concretamente en la subfamilia Aristolochioideae, sobre todo presentes en el género Aristolochia.
La aristoloquina es un derivado de los alcaloides del tipo de las aporfinas. Es nefrotóxica y carcinogénica. Su ingestión se ha asociado a un cuadro clínico caracterizado por fibrosis intersticial renal rápidamente progresiva que conduce de forma rápida a la insuficiencia renal crónica, junto con la aparición de tumores uroteliales del tracto urinario superior.
- Datos: Q424210
- Multimedia: Aristolochic acid / Q424210